# János Sándor Petöfi
János Sándor Petöfi (Miskolc, 23 aprile 1931 – Budapest, 10 febbraio 2013) è stato un semiologo e linguista ungherese.

## Biografia
Nato in Ungheria si laureò in matematica e poi in letteratura tedesca all'Università di Debrecen in Ungheria . Successivamente ottenne un PhD all'Università di Umeå in Svezia.
Già prima di conseguire il PhD iniziò ad insegnare all'Università di Göteborg dove rimase fino al 1971. Si trasferì poi in Germania dove insegnò prima all'Università di Costanza e poi a Bielefeld fino al 1989.
Divenne ben presto conosciuto in tutto il mondo per le sue teorie di semiologia e nel 1989 venne chiamato ad insegnare all'Università di Macerata dove terminò la sua carriera accademica.
Fu membro esterno dell'Accademia ungherese delle scienze.